# Fati ynë shpresë dhe marrëzi
"Fati ynë shpresë dhe marrëzi" är en låt framförd av sångerskan Aurela Gaçe. Med låten ställde Gaçe upp i Festivali   i Këngës 1997 och slutade där på en andra plats, hennes då bästa resultat i tävlingen. Två år senare lyckades hon dock förbättra resultatet genom att vinna med låten "S’jam tribu". "Fati ynë shpresë dhe marrëzi" skrevs av Ilirjan Zhupa och musiken komponerades av Ferdinand Deda. I tävlingen orkestrerades låten av Shpëtim Saraçi. När Gaçe efter fem år i USA gjorde comeback på den albanska musikscenen framträdde hon med låten i ett bejublat framträdande vid Festivali i Këngës 45, år 2006.